# 佐藤勇人
佐藤勇人（1982年3月12日—），已退役日本足球運動員，前日本國家足球隊成員。

## 俱樂部生涯
佐藤勇人出生于1982年3月24日，身高170公分，体重67公斤，出生在埼玉县春日部市。
他出道于千叶市原的青训，2000年正式加入一线队。2008年他离开千叶市原，加盟了京都不死鸟。2年后他重新回归千叶市原，随队征战日乙联赛。
本赛季的日职升级附加赛上，佐藤勇人所在的千叶市原与佐藤寿人所在的名古屋鲸鱼相遇，最终名古屋鲸鱼4-2战胜了千叶市原成功晋级决赛，并在决赛中战平了福冈黄蜂，成功杀回日职联赛。

## 國家隊生涯
2006年8月，日本队主教练奥西姆正式公布了对阵也门的22人名单，佐藤勇人和佐藤寿人同时当选。8月16日，在日本与也门的比赛中，佐藤勇人和佐藤寿人先后替补出场，这是日本国家队中首次出现兄弟同场比赛的情况。

## 個人生活
两兄弟不只容貌不同，性格也大相迳庭。佐藤寿人从小就是乖乖牌，勇人却特立独行，曾经两度离开足球，还曾经因为想吃烧烤而无故缺席日本国青队的集训，成为日本足坛笑话。

## 外部連結
- National Football Teams（页面存档备份，存于）
- Japan National Football Team Database
- 日本職業足球聯賽中的佐藤勇人 （日語）
- 佐藤勇人的X（前Twitter）
- YUTOSATO的Instagram帳戶
- 佐藤勇人在 National-Football-Teams.com 上的出场纪录 （英文）
- Soccerway資料庫：佐藤勇人  （英文）